# Crioulo da Ilha do Sal
| Crioulo do Sal  | Crioulo do Sal                                              |
| --------------- | ----------------------------------------------------------- |
| Falado em:      | Ilha do Sal em Cabo Verde                                   |
| Total falantes: | approx. 15.000                                              |
| Classificação:  | Crioulo cabo-verdiano Crioulos de Barlavento Crioulo do Sal |

O Crioulo do Sal é um dialecto do crioulo cabo-verdiano, pertencente ao grupo dos crioulos de Barlavento, falado sobretudo na ilha do Sal.
Estima-se que é falado por 3,70% da população em Cabo Verde, mas esse número pode ser ligeiramente menor devido à migração interna nas ilhas. A esse número deverão ser acrescentados os falantes em comunidades emigrantes no estrangeiro.

## Características
Para além das características gerais dos crioulos de Barlavento o crioulo de Sal ainda tem as seguintes características:
- O aspecto progressivo do presente é formado colocando tâ tâ antes dos verbos: tâ + tâ + V.
- Na conjugação pronominal com a primeira pessoa do singular dos verbos terminados em ~a, o som /ɐ/ está representado por /ɔ/. Ex.: panhó-m’ em vez de panhâ-m’ «apanhar-me», levó-m’ em vez de levâ-m’ «levar-me», coçó-m’ em vez de coçâ-m’ «coçar-me».
- O som /ʤ/ (derivado do português antigo escrito j em início de palavra) está parcialmente representado por /ʒ/. Ex. jantâ em vez de djantâ «jantar», jôg’ em vez de djôg' «jogo», mas djâ «já», Djõ «João» mantêm o som /ʤ/.

Vocabulário
Gramática
Alfabeto